# Pachypodium rosulatum makayense
Pachypodium rosulatum subsp.makayense (Lavranos) Lüthy, 2004 è una pianta della famiglia delle Apocinacee, endemica del Madagascar.